# Associazione Calcio Padova 1913-1914
Questa voce raccoglie le informazioni riguardanti la Associazione Calcio Padova nelle competizioni ufficiali della stagione 1913-1914.

## Stagione
La squadra padovana terminò il campionato Veneto di Promozione in prima posizione, battendo nel doppio confronto il Verona F.B.C. (la sezione calcio della Bentegodi, da non confondere con il Verona attuale che all'epoca si chiamava Hellas) e qualificandosi così alla finale per il titolo veneto-emiliano. Battendo la sfidante, l'Audax di Modena, in entrambi i confronti, il Padova si guadagnò così il diritto a partecipare al campionato di Prima Categoria della stagione successiva.

## Rosa
| N. |                   | Ruolo | Calciatore         |
| -- | ----------------- | ----- | ------------------ |
|    | Italia (bandiera) | P     | Aglae Doria        |
|    | Italia (bandiera) | D     | Giuseppe Doria     |
|    | Italia (bandiera) | D     | Mario Malagoli     |
|    | Italia (bandiera) | D     | Domenico Marchetti |
|    | Italia (bandiera) | D     | Alessandro Monti   |
|    | Italia (bandiera) | D     | Mario Pedrina      |
|    | Italia (bandiera) | C     | Silvio Appiani     |

| N. |                   | Ruolo | Calciatore         |
| -- | ----------------- | ----- | ------------------ |
|    | Italia (bandiera) | C     | Bruno Dalla Nora   |
|    | Italia (bandiera) | C     | Giuseppe Germani   |
|    | Italia (bandiera) | C     | Tito Pedrina       |
|    | Italia (bandiera) | A     | Silvio Appiani     |
|    | Italia (bandiera) | A     | Marcello Caneva    |
|    | Italia (bandiera) | A     | Milocco            |
|    | Italia (bandiera) | A     | Giacomo Ciro Turra |

## Risultati

### Campionato di Promozione veneto-emiliano

#### Girone veneto
| Arbitro: | Gabriotti (Brescia) |

|                         |           |                                   |
| Norinelli 20’, 75’, 90’ | Marcatori | 10’, 35’ (rig.) Appiani 46’ Turra |

| Arbitro: | Chiovato (Vicenza) |

|               |           |  |
| Pedrina I 29’ | Marcatori |  |

#### Finale veneto-emiliana
| Arbitro: | Storer (Venezia) |

|               |           |                                                        |
| Vaccari I 30’ | Marcatori | 10’ Milocco 77’ (rig.) 79’, 87’ Appiani 78’ Dalla Nora |

| Arbitro: | Storer (Venezia) |

|                                                |           |  |
| Pedrina II 12’, 35’ Turra 15’ Appiani 25’, 68’ | Marcatori |  |

## Statistiche

### Statistiche di squadra
| Competizione                        | Punti | In casa | In casa | In casa | In casa | In casa | In casa | In trasferta | In trasferta | In trasferta | In trasferta | In trasferta | In trasferta | Totale | Totale | Totale | Totale | Totale | Totale | DR  |
| Competizione                        | Punti | G       | V       | N       | P       | Gf      | Gs      | G            | V            | N            | P            | Gf           | Gs           | G      | V      | N      | P      | Gf     | Gs     | DR  |
| ----------------------------------- | ----- | ------- | ------- | ------- | ------- | ------- | ------- | ------------ | ------------ | ------------ | ------------ | ------------ | ------------ | ------ | ------ | ------ | ------ | ------ | ------ | --- |
| Promozione - girone veneto          | 3     | 1       | 1       | 0       | 0       | 1       | 0       | 1            | 0            | 1            | 0            | 3            | 3            | 2      | 1      | 1      | 0      | 4      | 3      | +1  |
| Promozione - finale veneto-emiliana | 4     | 1       | 1       | 0       | 0       | 5       | 0       | 1            | 1            | 0            | 0            | 5            | 1            | 2      | 2      | 0      | 0      | 10     | 1      | +9  |
| Totale                              |       | 2       | 2       | 0       | 0       | 6       | 0       | 2            | 1            | 1            | 0            | 8            | 4            | 4      | 3      | 1      | 0      | 14     | 4      | +10 |

### Statistiche dei giocatori
| Giocatore       | Promozione | Promozione |
| Giocatore       | Presenze   | Reti       |
| --------------- | ---------- | ---------- |
| S. Appiani      | 4          | 7          |
| M. Caneva       | 1          | 0          |
| B. Dalla Nora   | 3          | 1          |
| A. Doria        | 4          | -3         |
| G. Doria        | 4          | 0          |
| G. Germani      | 4          | 0          |
| M. Malagoli     | 4          | 0          |
| D. Marchetti    | 4          | 0          |
| Milocco         | 2          | 1          |
| A. Monti        | 4          | 0          |
| M. Pedrina (I)  | 3          | 1          |
| T. Pedrina (II) | 3          | 2          |
| G. Turra        | 4          | 2          |